# Bridget Jones: The Edge of Reason (film)
Bridget Jones: The Edge of Reason is een film uit 2004 geregisseerd door Beeban Kidron. De film is gebaseerd op de gelijknamige roman van Helen Fielding (Nederlandse titel: Bridget Jones: Het Nieuwe Dagboek), die ook meeschreef aan het filmscenario. Ook is de film een sequel op Bridget Jones's Diary uit 2001. Hoofdrollen zijn weggelegd voor Renée Zellweger als Bridget Jones, Colin Firth als Mark Darcy en Hugh Grant als Daniel Cleaver.

## Rolverdeling
| Acteur          | Personage       |
| --------------- | --------------- |
| Renée Zellweger | Bridget Jones   |
| Colin Firth     | Mark Darcy      |
| Hugh Grant      | Daniel Cleaver  |
| Gemma Jones     | Bridgets moeder |
| Jim Broadbent   | Bridgets vader  |

## Muziek
De originele filmmuziek werd gecomponeerd door Harry Gregson-Williams, en ook bevat de film liedjes van andere artiesten. Deze muziek werd ook op 19 november 2004 uitgebracht op een soundtrackalbum door Geffen Records. Het album bevat de volgende nummers:

### Nummers
1. Will Young - Your love is king

2. Jamelia - Stop

3. Kylie Minogue - Can't get you out of my head

4. Joss Stone - Super duper love

5. Mary J. Blige - Sorry seems to be the hardest word

6. Robbie Williams - Misunderstood

7. Jamie Cullum - Everlasting love

8. Barry White - You're the first, the last, my everything

9. Beyonce featuring Jay Z - Crazy in love

10. Rufus Wainwright featuring Dido - I eat dinner

11. 10cc - I'm not in love

12. Carly Simon - Nobody does it better

13. Primal Scream - Loaded

14. The Darkness - I believe in a thing called love

15. Amy Winehouse - Will you still love me tomorrow?

16. Minnie Riperton - Lovin' you

17. Aretha Franklin - Think

18. Leona Nass - Calling

19. Sting featuring Annie Lennox - We'll be together

20. Harry Gregson-Williams - Bridget's theme

### Hitlijsten
| Album met eventuele hitnotering(en) in de Nederlandse Album Top 100 | Datum van verschijnen | Datum van binnenkomst | Hoogste positie | Aantal weken | Opmerkingen |
| ------------------------------------------------------------------- | --------------------- | --------------------- | --------------- | ------------ | ----------- |
| Brdget Jones: The Edge of Reasen                                    | 2004                  | 20-11-2004            | 38              | 13           | soundtrack  |

| Album met hitnotering(en) in de Vlaamse Ultratop 200 albums | Datum van verschijnen | Datum van binnenkomst | Hoogste positie | Aantal weken | Opmerkingen |
| ----------------------------------------------------------- | --------------------- | --------------------- | --------------- | ------------ | ----------- |
| Bridget Jones: The Edge of Reasen                           | 2004                  | 18-12-2004            | 62              | 11           | soundtrack  |